# جوزف ام. آکابا
جوزف مایکل "جو" آکابا (به انگلیسی: Joseph Michael "Joe" Acaba) فضانورد اهل کشور ایالات متحده آمریکا است که در ۱۷ مهٔ ۱۹۶۷ میلادی در اینگل وود، کالیفرنیا زاده شد. وی در مأموریت اس‌تی‌اس-۱۱۹، سایوز تی‌ام‌ای-۰۴ام، اکسپدییشن ۳۱، اکسپدییشن ۳۲ حضور داشته است.